# Hatterwüsting
Hatterwüsting (plattdeutsch: Hatterwösch) ist ein Ortsteil der Gemeinde Hatten.
Die nur einen Kilometer entfernte Ortschaft Sandkrug und Hatterwüsting 1 gehen nahtlos ineinander über. Entlang der Dorfstraße entstanden in den ersten Jahren nach 2000 neue Wohngebiete. Im Ort befindet sich auch ein Kongresszentrum, das einen wesentlichen Wirtschaftsfaktor für den Ort darstellt. Ansonsten ist Hatterwüsting überwiegend durch Wohnbebauung und auch agrarisch geprägt. In Hatterwösch 2 gibt es einen Dorfkindergarten in unmittelbarer Nähe von Dorfteich und Grillplatz.

## Sonstiges
Am Ende des Voßbergweges kennzeichnet die Ortstafel das Ende der Ortschaft Hatterwüsting I. Nach etwa 500 Metern auf der in den Voßbergweg mündenden Dorfstraße trifft man erneut auf ein Ortsschild, das den Ortseingang von Hatterwüsting II ankündigt. Alle Ortstafeln sind sowohl in hochdeutscher als auch in plattdeutscher Sprache beschriftet.
Bezirksvorsteher für die Ortschaft (Bauerschaft) Hatterwüsting ist seit dem 1. Januar 2013 Helmut Jacobs.

## DRK-Ehrenmal
Am 16. November 1969 wurde in Hatterwüsting ein Rotkreuz-Ehrenmal eingeweiht. Mit Unterstützung des Verein für Heimatpflege ließ Georg Wiemken dieses „Symbol der Menschlichkeit“ errichten. Es handelt sich dabei um eine durch Meridiane stilisierte Weltkugel auf einem Steinsockel mit Rotem Kreuz als oberen Abschluss. Die auf dem Steinsockel angebrachte Inschriftentafel lautet: „In Dankbarkeit dem Roten Kreuz gewidmet“. Kurz vor der Eröffnung begründete Wiemken die Errichtung dieses Ehrenmals mit folgenden Worten: „Unser Rotes Kreuz steht auf der Weltkugel, weil unser Dank nicht nur dem Deutschen Roten Kreuz, sondern dem Roten Kreuz in aller Welt gilt. Diese Organisation hat schon immer so viel Gutes getan und Hilfe geleistet, daß dieses Kreuz einfach zu den Symbolen der Nächstenliebe gehört.“

## Verkehr
Buslinien der Verkehr und Wasser fahren in die 13 Kilometer entfernte Innenstadt und zum Hauptbahnhof von Oldenburg. Die Linien 315 und 325 beginnen jeweils stündlich am Hatterwüstinger Dorfteich. Die Linie 315 bedient bis Bahnhof Sandkrug die südliche Route über Voßbergweg, die Linie 325 die nördliche Route über Mühlenweg. In Oldenburg nimmt die Linie 315 den Weg über Westfalendamm/OLantis, die Linie 325 über Stedinger Straße und Amalienbrücke.
Außerdem wird Hatterwüsting seit September 2015 in den Nächten von Freitag auf Samstag und von Samstag auf Sonntag von der Nachtbuslinie N 41 bedient, die von der Oldenburger Innenstadt aus startet und zwischen Kreyenbrück und Sandkrug auf der A 29 verkehrt. Zwischen dem Gewerbegebiet Sandkrug und der Haltestelle Berliner Straße in Hatterwüsting bedient diese Nachtbuslinie alle regulären Haltestellen der Linie 315 und den letzten Teil der Linie 325 bis Mühlenweg, befährt dann über Streekermoor den Borchersweg nach Tweelbäke und zurück nach Oldenburg. Einzig die Endhaltestelle Hatterwüsting wird von der Nachtbuslinie N41 nicht angefahren.